# Coccus penangensis
Coccus penangensis är en insektsart som beskrevs av Morrison 1921. Coccus penangensis ingår i släktet Coccus och familjen skålsköldlöss. Inga underarter finns listade i Catalogue of Life.